# Romantick Cinema
Romantick Cinema, uscito a ottobre 2012, è il terzo album di studio della cantautrice italiana Ania.
L'album contiene molte canzoni con sonorità rock anni 80 e diverse canzoni più pop simili al precedente album.
Il singolo che anticipa l'album è Guardami che viene interpretata da Ania stessa nel film "Una donna x la vita" di Maurizio Casagrande.
Nel disco c'è anche la traccia A me piace lei con cui Ania si era iscritta per partecipare al Festival di Sanremo 2011 nella categoria nuove proposte.

## Tracce
1. Uaha
2. Amarci
3. Guardami
4. L'artista
5. Ciao (Maledetto Amore Ciao)
6. Io sento te
7. A me piace lei
8. Mai più come noi
9. L'amore si deve
10. Uaha (2.0)
11. Guardami (Acustic Version)

## Formazione
- Ania Cecilia – voce
- Luca Rustici – chitarra, programmazione, batteria, basso, tastiera
- Antonio Petruzzelli – basso
- Roberto Gualdi – batteria
- Massimo Russomanno – pianoforte, tastiera
- Andrea Torresani – basso
- Andrea Polidori – batteria
- Rosario Jermano – percussioni
- Gaetano Diodato – basso, contrabbasso
- Rossella Marino – violino
- Nella Bonarrivo – violino
- Annamaria Puggioni – viola
- Dario Orabona – violoncello
- Pino Ciccarelli – sassofono tenore